# 가에타
가에타(이탈리아어: Gaeta, 라틴어: Caiēta)는 이탈리아 라치오주 라티나 지방에 위치한 도시이다. 가에타 만을 향에 조금 뻗어나온 돌기 부근에 위치한다. 로마로부터는 120 km 떨어져 있고, 나폴리로부터는 80 km 떨어져 있다.
가에타는 역사적으로 군사적 요충지였다. 이 지역의 요새화의 역사는 로마 시대로 거슬러 올라간다. 여러 시기의 유적이 많이 남아 있다. 라 몬타냐 스팍카타 산 정상에는 1세기 로마의 장군 루시우스 무나티우스 플란쿠스의 영묘가 있다.
가에타의 요새는 15세기들어 나폴리 왕국(훗날 양시칠리아 왕국) 통치 기간 내내 확장과 보강을 거듭하였다.
오늘날 가에타는 어항, 항구, 관광지의 역할을 하고 있다. 또한, 북대서양 조약 기구가 가에타에 군사기지를 두고 운영하고 있다.

## 역사

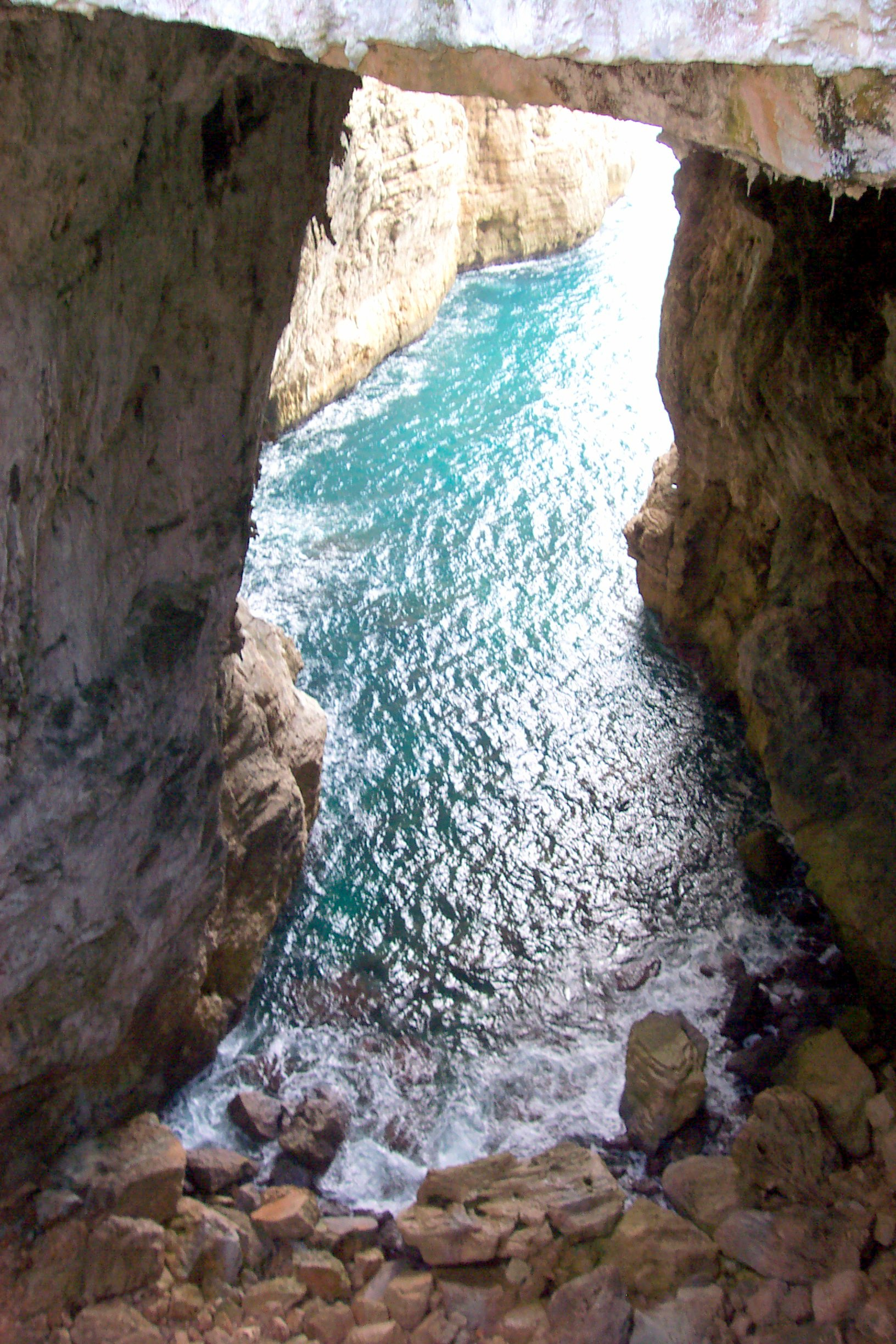
몬타냐 스팍카타의 천연 해안 동굴.

### 고대
고대 카이에타(Caieta)는 지중해를 내려다보는 작은 갑인 토레 디 올란도의 경사면에 자리잡고 있었다. 스트라본의 기록에 따르면, 고대 가에타는 이오니아 사모스 섬의 식민지였다고 한다. 스트라본은 그리스어 kaiétas에서 카이에타(Caieta)란 말이 기원했다고 언급하였다. kaiétas는 동굴을 뜻하는 그리스어인데, 아마도 다수의 항구 때문에 그런 이름이 붙었을 것이라고 추정된다.
베르길리우스의 《아이아네스》 (트로이의 장군 아이네아스의 유랑을 노래한 서사시) (vii.1–9)에서 "카이에타"는 아이네이아스 (다른 전설에서는 아스카니우스라고 불린다.)의 유모의 이름이었다고 한다. 여기 가에타 지역에 죽어 묻혔다고 한다.

### 오늘날의 가에타
이탈리아의 통일 이후 제2차 세계 대전까지 가에타는 중요 항구로서 성장하였다. 옆 마을인 이탈리아의 통일(Risorgimento) 이후 떨어져나간 마을이자 여왕의 이름을 따 마을인 엘레나(이탈리아어: Elena)는 제1차 세계 대전 때 가에타와 다시 통합되었다. 베니토 무솔리니는 캄파니아주 (예전 이름은 테라 디 라보로였다. 가에타가 역사적으로나 문화적으로나 복속되어 있던 곳이었다.)에 속했던 가에타를 이탈리아의 중앙의 주인 라치오주로 배정하였다. 제2차 세계 대전 중 가에타는 무솔리니 및 나치 동맹군에게 있어서 전략적 요충지였다. 왕이 무솔리니를 해임한 후, 무솔리니는 가에타를 거쳐 폰차 섬의 감옥에 갇혔다. (폰차 섬의 감옥은 무솔리니가 예전에 정적들을 수없이 가뒀던 곳이었다.) 군중들이 대규모의 수송 행렬을 알아보지 못하도록, 이 날 당국은 가짜 공습 사이렌을 울렸다. 나중에 무솔리니는 그란사소로 이송되었는데, 독일 측이 이곳에서 무솔리니를 구출해낸 바 있다.
제2차 세계대전 중, 독일군은 이 도시의 전략적 중요성을 알고서, 또한 연합군이 이 곳을 차지할까 두려워한 나머지, 이 도시를 점령하고는 대부분의 주민들을 강제로 밖으로 추방하였다. 도시의 역사적인 중심으로부터 5 킬로미터 떨어진 경계선부터 추방이 시작되었다. 곧, 이 경계를 벗어난 지역에서도 주민 추방이 실시되었다. 결국, 가에타 주민들은 가에타를 완전히 떠날 것을 명령받았다. 수용소에 들어가지 못한 사람들 중 일부는 독일로 압송되었다.
이탈리아가 연합국에 항복한 이후, 가에타는 쇠락하기 시작하였다. 연합군이 가리글리아노 강을 건너서 로마를 점령하였다. 가에타 주민들은 가에타로 복귀하는 것이 허용되었다. 가에타 주민들은 도시로 돌아와 도시를 재건하기 시작하였다. 이후 수십 년간 이 도시는 해수욕장, 해변 리조트로 각광받았다. 토마토나 올리브 같은 가에타 지역 농수산물의 마케팅도 비교적 성공적이었다.
하지만 다른 남부 이탈리아("메조기오르노")가 그랬던 것처럼, 전후 수십 년간 살림살이는 어려웠다. 특히, 가에타 항의 여객용 항구로서의 중요성 내지 역할이 거의 없어졌다. 폰차 섬이나 다른 곳으로 가는 페리들은 가까운 이웃 동네인 포르미아에서 출발하였다. 가에타 시만의 항구적인 산업 건설을 위한 시도들은 실패를 거듭하였다. 리토리나(이탈리아어: Littorina) 철도도 철거되었다. (현재 주차장 및 시장으로 이용되고 있다.) 한때 AGIP 정제소가 있던 곳은 현재 작은 항구가 되어버렸다. 유리 공장도 볼썽사나운 폐허가 되어버렸다.

## 주요 관광지
가에타의 주요 관광지는 다음과 같다.
- 가에타 성.

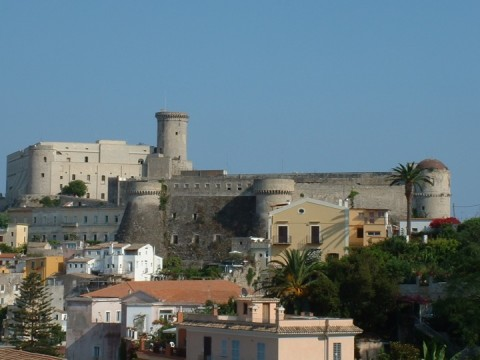
안조우, 아라곤 캐슬.

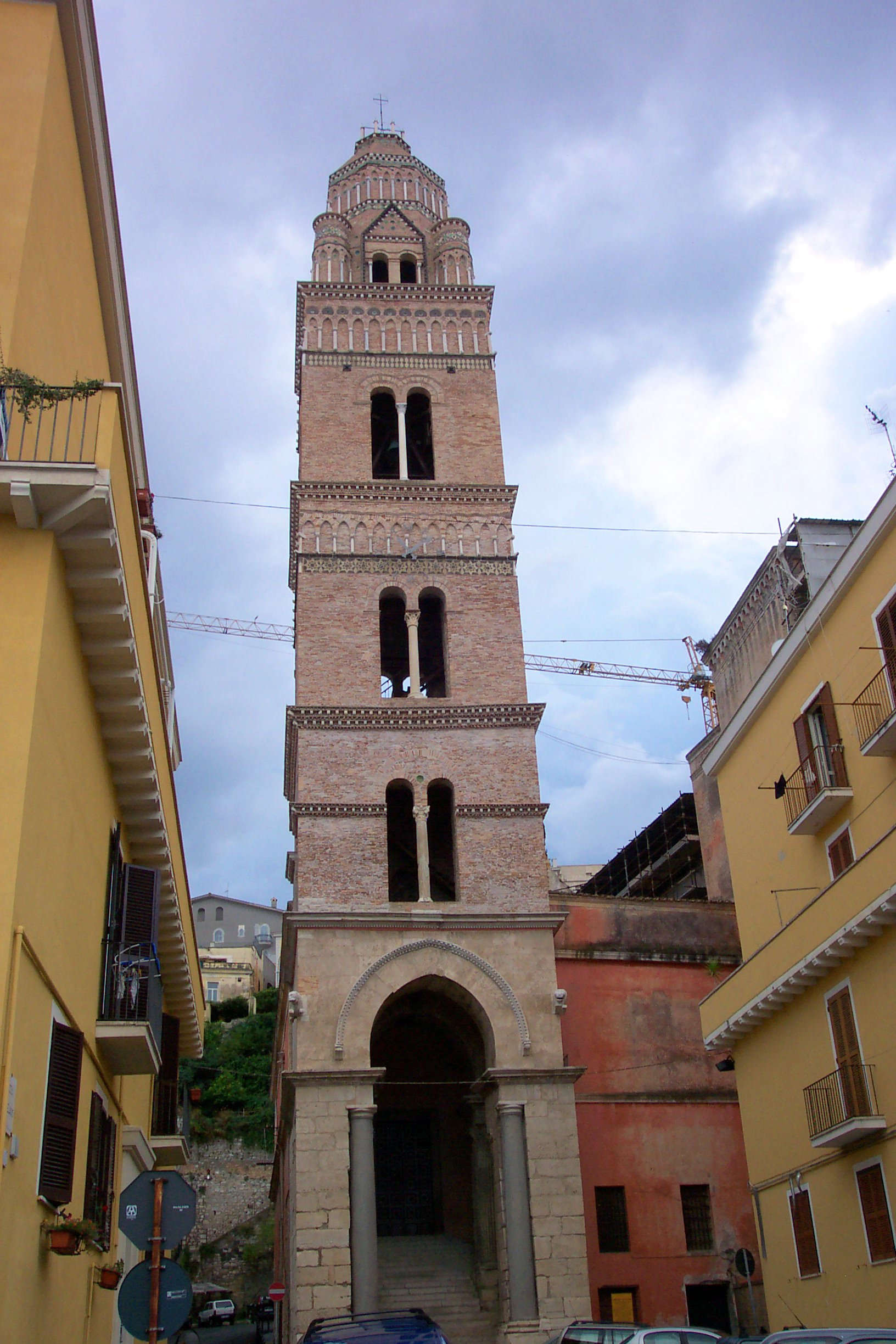
대성당의 종탑.

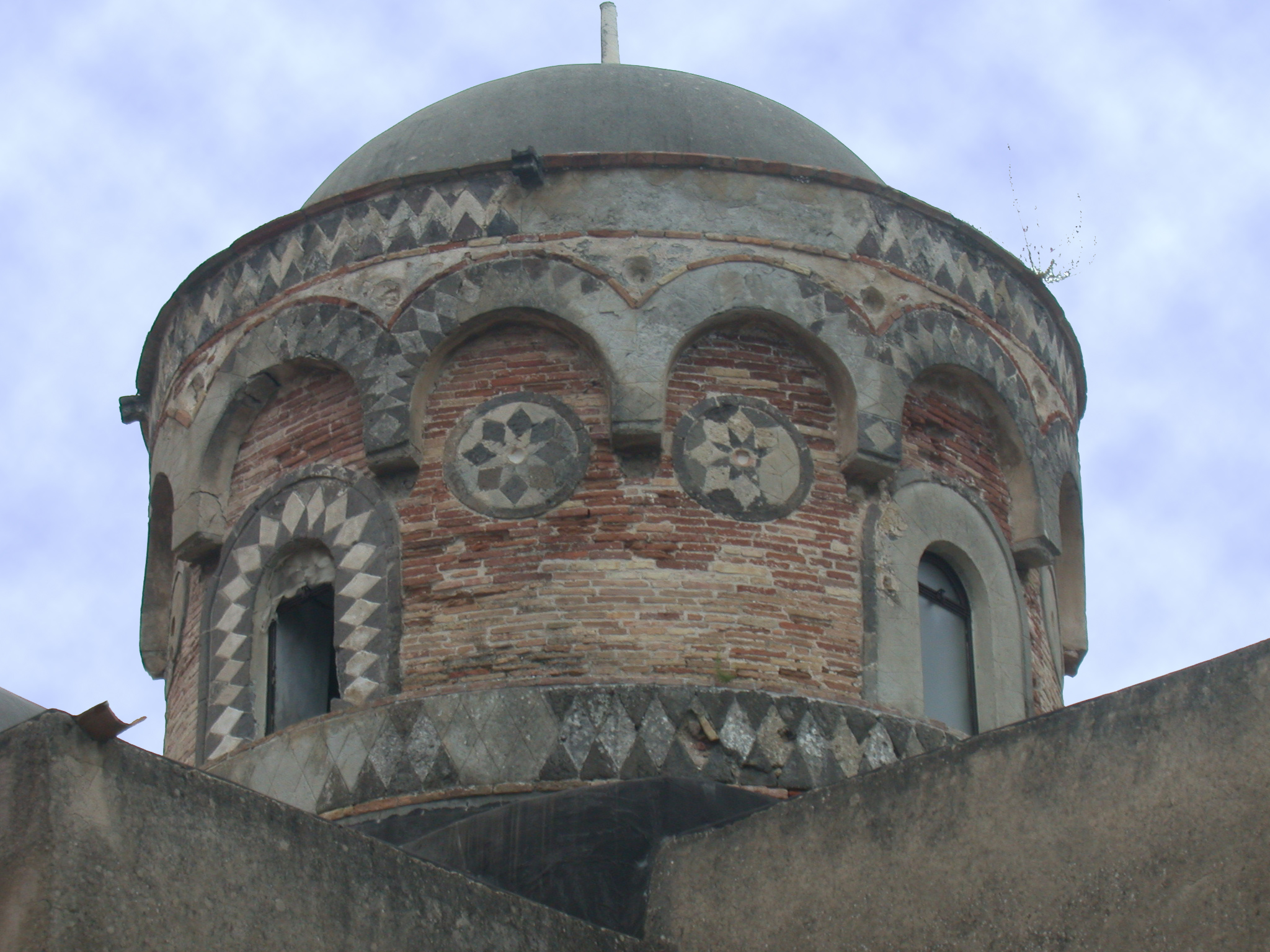
산 지오반니 마레 성당의 돔.

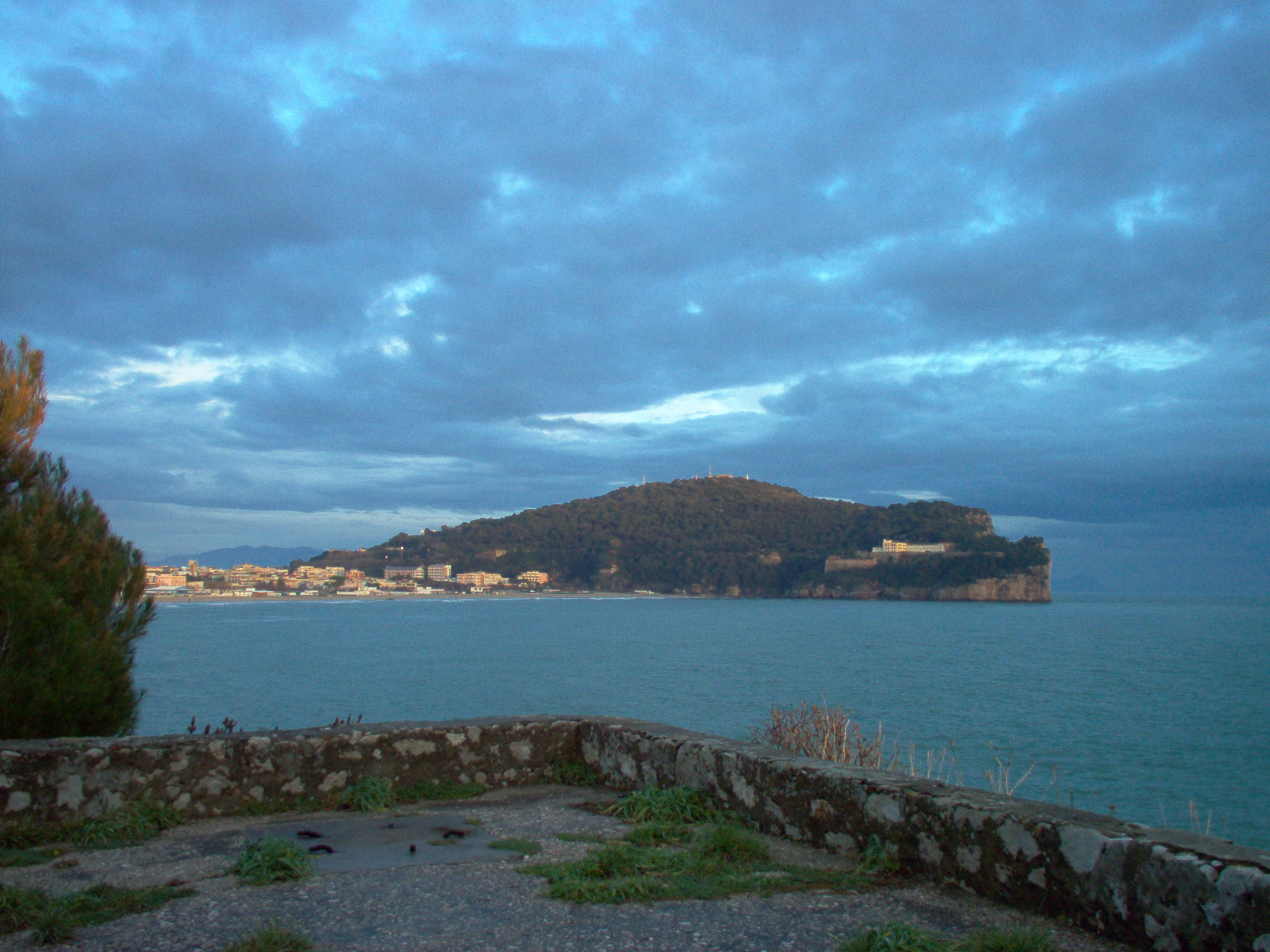
가에타.

- 루시우스 무나티우스 플란쿠스 (기원전 22년)의 무덤. 원기둥 모양의 이 무덤은 몬테 올란도 정상 (168 m)에 위치해 있다. 높이는 13.20 m, 지름은 29.50 m이다. 고대 로마의 마르쿠스 안토니우스의 함대 사령관인 루시우스 셈프로니우스 아트라티누스의 무덤도 있다. 좀 더 시내 가까이에 있는데, 앞의 것보다 별로 잘 보존되어 있지는 않다.
- "SS Trinità"의 성소. 최고 11세기의 것으로 추정된다. 아시시의 프란체스코 및 성 필립 네리가 이곳에 방문한 바 있다. 그리스도 수난 대성당(Crucifix Chapel)은 1434년 건축되었다. 근처 낭떠러지에서 떨어진 암반 위에 건축되었다. 이 성소로에서 얼마 안 떨어져 Grotta del Turco라고 불리는 해안동굴이 있다. 바다와 만나는 해안동굴인데 파도가 부딪혀 와 분위기 있는 빛을 반사해준다.
- 안눈지아타(이탈리아어: Znnunziata) 성당 (1320년). 이 성당은 17세기 안드레아 라차리에 의해 바로크 양식으로 재건축되었다. 루카 기오르다노, 세바스티아노 콘카, 기아친토 브란디의 작품이 성당 안에 들어가 있다. 또한 이 성당에는 유명한 고딕 예술 작품인 엔리코 카라치올로의 석관도 있다. 여기서 얼마 안 떨어져 골든 그로토(Golden Grotto)가 있다. 르네상스 식의 방이다. 교황 비오 9세가 교황무류성에 대한 교리를 작성한 방이다. 그로토(grotto)의 벽은 조반 필리포 크리스쿠올로(1531년)의 19 개의 조각되고 금박으로 잎힌 뼈대를 갖고 있고 작은 기둥들을 갖고 있는 패널판으로 꾸며져 있다. 제단 뒤쪽의 장식은 스키피오네 풀조네가 만든 "이마콜라타"라는 장식이다.
- "산 조반니 아 마레" 성당. 조반니 4세가 10세기 경 건축하였다. 도시의 구 방파제 바깥쪽에 위치해 있다. 아주 드물게, 바실리카(초기 기독교 교회당) 양식과 비잔틴 양식의 혼합된 양식으로 건축되었다. 단순하게 지어진 외벽쪽에는 고딕 양식의 관문 하나와 및 돔 하나가 있다. 안쪽에는 두 개의 복도를 갖춘 네이브(nave, 교회당 중앙의 회중석 부분)가 있다. 안쪽의 보도는 약간 기울어져 있는데, 이는 만조 시 들어왔던 바닷물을 잘 빼내기 위함이다.
- 아순타 에 산테라스모 대성당(이탈리아어: Assunta e Sant'Erasmo). 이 대성당은 좀 더 오래된 성당이었던 산타 마리아 델 파르코 성당 자리에 들어서 있다. 교황 파스칼 2세에 의해 1106년 봉헌되었다. 여섯 개의 복도가 달린 네이브가 있다. 고딕 양식의 기둥 머리가 달린 기둥에 의해 각 복도가 구분된다. 1778년, 두 개의 복도는 사람들이 막았으며, 고딕 라인도 사람들이 감추었다. 13세기 무어 양식의 아치가 기둥 머리 위에 덧붙여졌다. 1663년 지하실(crypt, 납골당)이 바로크 양식으로 장식되었다. 성당 안에는 교황 비오 5세가 오스트리아의 돈 요한에게 증정한 레판토 전투의 깃발이 있다. 오스트리아의 돈 요한은 그의 해군의 깃발로 썼던 것이다. 이 대성당에서 가장 유명한 것은 유월절 캔델라브룸(가지가 달린 촛대)이다. 높이는 3.50 m이다. 13세기 후반에 만들어진 것이다. 로마네스크 양식을 갖추고 있으며 4개의 열 각각에 48 개의 부조로 장식되어 있다. "예수의 생애와 이야기"를 전달하고 있다고 한다. 대성당 안에는 또한 기아친토 브란디와 조반니 플리포 크리스쿠올로의 회화 작품이 있다. 이 대성당에는 포미애로부터 이송한 포르미아의 에라스무스의 유해(relic)가 있다. 대성당의 종탑은 노르만 스타일인데, 1279년에 지어진 것이다.
- "대성당"(The Cathedral)은 57 m 높이의 종탑을 갖춘 성당이다. 이 종탑은 도시에서 가장 뛰어난 예술 작품으로 여겨지고 있다. 기저에는 대리석 사자상이 두 개 있다.고대 로마 건축 요소가 매우 많이 들어갔다. 윗쪽은 평면상으로 보면 8각형인데, 작은 로마네스크 양식의 아치가 마욜리카식 장식으로 장식되어 있다. 이 종탑은 1279년 완성되었다.

## 나토 기지
1967년, 가에타에 나토(NATO) 기지가 들어섰다.

## 문화
가에타에는 지오반니 카보토(이탈리아어: Giovanni Caboto)의 동상이 서 있다. 많은 문헌에 의하면 그는 가에타에서 태어났다고 한다. (다른 참고 문헌에서는 제노바나 Chioggia가 그의 태생지라고 언급하고 있다. )
가에타 주민들은 이탈리아어의 가에타 사투리를 쓴다. 나폴리 사투리와 비슷하다. 라틴어의 중성 성을 유지하는 몇 안 되는 이탈리아 방언 중 하나이다.
지역 음식으로는 티엘라(이탈리아어: tiella)가 있다. 피자와 칼초네(치즈·햄을 넣어 피자 반죽을 하여 튀긴 다음에 구운 파이)를 닮았다. 티엘라에는 여러 종류의 속이 채워진다. 간다. 속의 재료로는 살라미, 마늘, 기름, 고추 등이 쓰인다. 색을 내기 위해서 토마토 소스가 쓰인다. 에스커로울, 염대구, 계란, 주키니호박, 시금치, 햄, 치즈도 재료로 쓰인다.
가에타는 또한 지역 올리브 브랜드로 이름 높다. 이 고장 올리브는 전 세계로 수출한다. (하지만, 올리브의 주산지는 이웃 고장인 이트리이다. ) 가에타의 해변 지역인 세라포, 폰타니아, 아리아나, 산아고스스티노에서도 올라브를 마케팅하고 있다.

## 자매 도시
- 프랑스 프롱티냥
- 미국 앨라배마주 모빌[1]
- 미국 매사추세츠주 서머빌